# Моноцит
Моноцитите (от от старогръцки: μονος — един и κύτος — вместилище, клетка) са големи по размер левкоцити от групата на мононуклеарните макрофаги, като размерите им в проби от кръв достигат 15 – 22 микрона. Веднъж оказали се в кръвообращението, те циркулират там 1 – 2 дни, след което се установяват в тъканите и се превръщат в резидентни макрофаги. Моноцитите са носители на вродения имунитет и притежават повърхностно разположени рецептори, разпознаващи „патерна“ или белтъчните структури на основните патогени. Благодарение на тях те са способни да се преместват в огнището на инфекция, да отделят цитокини и да участват във фагоцитозата.